# 958 (číslo)
Devět set padesát osm je přirozené číslo. Římskými číslicemi se zapisuje CMLVIII a řeckými číslicemi ϡνη´. Následuje po čísle devět set padesát sedm a předchází číslu devět set padesát devět.

## Matematika
958 je:
- Deficientní číslo
- Složené číslo
- Poloprvočíslo
- Nešťastné číslo

## Astronomie
- (958) Asplinda je planetka v Hildině skupině, kterou objevil v roce 1921 Karl Wilhelm Reinmuth
- NGC 958 je spirální galaxie s příčkou v souhvězdí Velryby

## Roky
- 958
- 958 př. n. l.